# John Bailey
John Ira Bailey (ur. 10 sierpnia 1942 w Moberly, zm. 10 listopada 2023 w Los Angeles) – amerykański operator filmowy; okazjonalnie również reżyser.

## Życiorys
Pracował przy tak głośnych filmach, jak m.in. Zwykli ludzie (1980) Roberta Redforda, Amerykański żigolak (1980) Paula Schradera, Wielki chłód (1983) Lawrence'a Kasdana, Dzień świstaka (1993) Harolda Ramisa, Na linii ognia (1993) Wolfganga Petersena, Naiwniak (1994) Roberta Bentona czy Lepiej być nie może (1997) Jamesa L. Brooksa.
W latach 2017–2019 pełnił funkcję przewodniczącego Amerykańskiej Akademii Filmowej. Prywatnie od 1972 jego żoną była montażystka filmowa Carol Littleton.